# Потерянные цветы Элис Харт
«Потерянные цветы Элис Харт» (англ. The Lost Flowers of Alice Hart) — мини-сериал производства Amazon Studios, главные роли в котором исполняют Сигурни Уивер и Алиша Дебнам-Кэри. Сюжет сериала основан на романе австралийской писательницы Холли Рингленд. Автором сценария стала Сара Ламберт. Режиссёром всех эпизодов выступил Глендин Ивин.

## Сюжет
В 9 лет Элис Харт потеряла обоих родителей во время загадочного пожара и отправляется жить к своей бабушке, на цветочную ферму. Там она узнает мрачные тайны о себе и своей семье. Через цветы и растения раскрывается характер главной героини. Повествование охватывает несколько десятилетий, пока Элис превращается из ребёнка в женщину.

## В ролях
- Сигурни Уивер — Джун Харт
- Алиша Дебнам-Кэри — Элис Харт
- Элайла Браун — Элис Харт в детстве
- Ашер Кедди — Салли
- Лиа Перселл — Твиг
- Фрэнки Адамс — Кэнди
- Александр Ингленд — Джон
- Чарли Викерз — Клем Харт
- Джек Латорре — Клем Харт в молодости
- Тильда Кобэм-Херви — Агнес Харт

## Производство
В мае 2021 года стало известно, что компании Made Up Stories, Amazon Studios и Endeavor Content будут совместно работать над экранизацией книги «Потерянные цветы Элис Харт». Съёмки пройдут в Австралии. Сигурни Уивер получила главную роль и выступила исполнительным продюсером, Сара Ламберт — режиссёром и исполнительным продюсером, Глендин Ивин — режиссёром и исполнительным продюсером. Позднее Рингленд рассказывает в интервью: «Это не то, о чём вам говорят, что это возможно с вашим первым романом… Так что я чувствую, что Чарли Бакет может переместиться прямо сюда, и я могу с уверенностью сказать, что я вышла из фабрики Вонки и вошла в стеклянный лифт. Это не то, к чему можно подготовиться, но это очень волнительно». Съёмки начались в октябре 2021 года в Сиднее и регионах Нового Южного Уэльса и Северной Территории. К актёрскому составу присоединились Ашер Кедди, Лиа Перселл, Алиша Дебнам-Кэри, Фрэнки Адамс, Александр Ингленд, Чарли Викерз, Тильда Кобэм-Херви и Элайла Браун. В апреле 2022 года стало известно, что к актёрскому составу присоединился Себастьян Зурита, а Кирсти Фишер и Ким Уилсон стали соавторами сценария вместе с шоураннером Ламберт. В сентябре 2022 года компания Endeavour Content провела ребрендинг и стала называться Fifth Season.
Amazon Studios объявила, что сериал станет доступен более чем в 240 странах через сервис Amazon Prime Video. Премьера состоялась 4 августа 2023 года.

## Восприятие
На сайте Rotten Tomatoes фильм имеет рейтинг 82 % основанный на 34 отзывах, со средней оценкой 7.2/10. На Metacritic средневзвешенная оценка составляет 66 из 100 на основе 16 рецензий. Сериал был номинирован на 12 премий Австралийской академии кинематографа и телевидения.